# Marion (Luisiana)
Marion es un pueblo ubicado en la parroquia de Union en el estado estadounidense de Luisiana. En el Censo de 2010 tenía una población de 765 habitantes y una densidad poblacional de 91,7 personas por km².

## Geografía
Marion se encuentra ubicado en las coordenadas 32°53′53″N 92°14′25″O / 32.89806, -92.24028. Según la Oficina del Censo de los Estados Unidos, Marion tiene una superficie total de 8.34 km², de la cual 8.31 km² corresponden a tierra firme y (0.34%) 0.03 km² es agua.

## Demografía
Según el censo de 2010, había 765 personas residiendo en Marion. La densidad de población era de 91,7 hab./km². De los 765 habitantes, Marion estaba compuesto por el 37.78% blancos, el 60.26% eran afroamericanos, el 0% eran amerindios, el 0% eran asiáticos, el 0% eran isleños del Pacífico, el 0.78% eran de otras razas y el 1.18% pertenecían a dos o más razas. Del total de la población el 1.96% eran hispanos o latinos de cualquier raza.